# Історія В'єтнаму
У історії В'єтнаму простежуються такі основні тенденції: експансія на південь, географічний регіоналізм (що складався на основі адміністративного розподілу або завдяки тій неформальній потужності, яку надавали провінційні намісники) і прагнення центральної влади контролювати дії місцевих лідерів. Необхідно відзначити, що мирних періодів в історії В'єтнаму було небагато.

## Давні часи
500—300 тис. років тому (палеоліт) — найдавніші відомі залишки людини.
8000 років до н. е. — сільськогосподарська діяльність за часів етнокультур Хоабінь — Бакшон (техніка вологого вирощування рису, розведення худоби).
2000 р. до н. е. (бронзова доба): цивілізація Донгшон.
Сучасна в'єтнамська нація (Кінь) походить з північних гірських територій та берегів річки Червоної (Хонґ). Вважається остаточно сформованою в 10-му сторіччі. Найдавнішою в'єтнамською державою був Ванланг. Його змінив Аулак, що об'єднався з іншою державою — Намв'єтом (258—111 до н. е.). Його правителі, мабуть, змогли у 190—180-х роках до н. е. об'єднати Тонкін (нині — північна частину Північного В'єтнаму) з південнокитайськими землями.
У 111 р. до н. е. армія китайської імперії династії Хань скинула останнього монарха в'єтнамської династії Ч'єу, ймовірно, також китайської за походженням. Тонкін став після цього китайською прикордонною провінцією Цзяочжі. Коли нові володарі вступили у конфлікт з феодальними структурами, що існували у В'єтнамі, відбулося повстання на чолі з сестрами Чинг (39—43), яке привело до короткочасного припинення китайського володарювання. Другий етап китайського домінування почався у 44 році й був припинений лише після заколоту видатних представників династії Лі (544—602).

## Середньовіччя

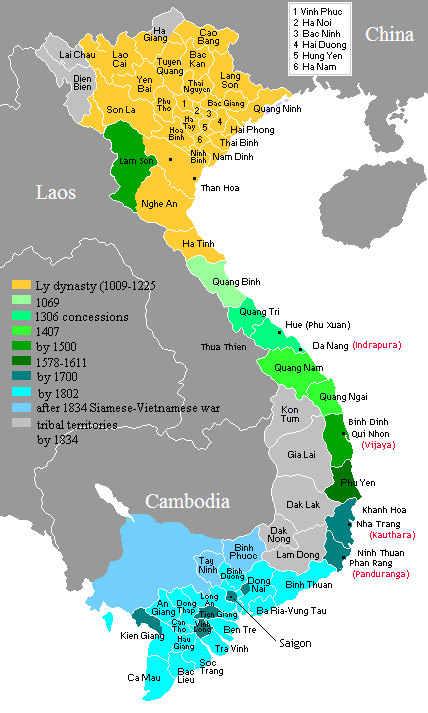
Розширення В'єтнаму

544 — повстання у Лі Нам Де.
789—791 — короткочасне здобуття незалежності під проводом Фунг Хинга.
939 — звільнення з-під китайського правління. В битві на річці Бах Данг засновник династії Нго розбив флот південного Китаю. Утворення держави Дайв'єт, засновник династії Нго захопив владу. В'єтнам зміг здобути самостійність, хоча й з деякими елементами китайського сюзеренітету, що тривав аж до періоду французького колоніального панування. Здобувши незалежність, в'єтнамці розширили свої землі від Тонкина до північного Аннама, витіснили кхмерів і чамів — землеробів, мореплавців і торговців. Претенденти на в'єтнамський престол часто зверталися за допомогою до китайських імператорів, вторгнення яких закінчувалися, як правило, невдачами.
ХІ-ХІІ ст. — правління династії Лі.
ХІІІ ст. — монгольська навала: армії Хубілая, що здійснили походи в дельтову область р. Хонгха, були двічі (у 1285 і 1288 рр.) розбиті в'єтнамським полководцем Чан Хинг Дао.
XIII—XIV ст. — правління династії Чан.
1407—1427 — окупація Дайв'єту армією Мін. Китайське вторгнення 1407 року на певний час забезпечило відновлення влади династії Чан. Під час визвольної війни, яку очолив Ле Лой, засновник династії Ле, китайські імператорські війська були остаточно вигнані з В'єтнаму (1427).
1428—1789 — Династія Ле, було досягнуто значного прогресу в управлінні, вдосконаленні законодавства і розвитку культури. Але з XVI століття Ле правили номінально. Спочатку реальну владу привласнило могутнє сімейство Мак. З переїздом 1558 року Нгуєн Хоанга на південь формується влада клану Нгуєн, а наприкінці XVI століття на півночі країни оформляється влада клану Чінь. Ле залишалися номінально-сакральними постатями аж до падіння династії. Нгуєни поступово вийшли на перший план, оскільки змогли розширити зону свого впливу, поширивши його наприкінці XVII століття на долину Меконгу і потім на всю Кохінхіну (1757).

## Нова історія
1771—1802: рух Тайшон проти землевласників. Нестійкий баланс сил між домами Чінь і Нгуєн був порушений після 1773, коли проти обох правлячих кланів підняли повстання три брати Тайшон, що призвело до розколу країни.
1802 — впровадження реакційного монархічного режиму династією Нгуєн. Один з вигнаних членів роду Нгуєнів за підтримки французів у 1790-х роках вийшов переможцем з міжусобних сутичок і згодом проголосив себе імператором Зя Лонгом (1802). Династія Нгуєнів поступово слабшала через повстання на півдні і півночі В'єтнаму, що полегшило французьку експансію у середині XIX ст.

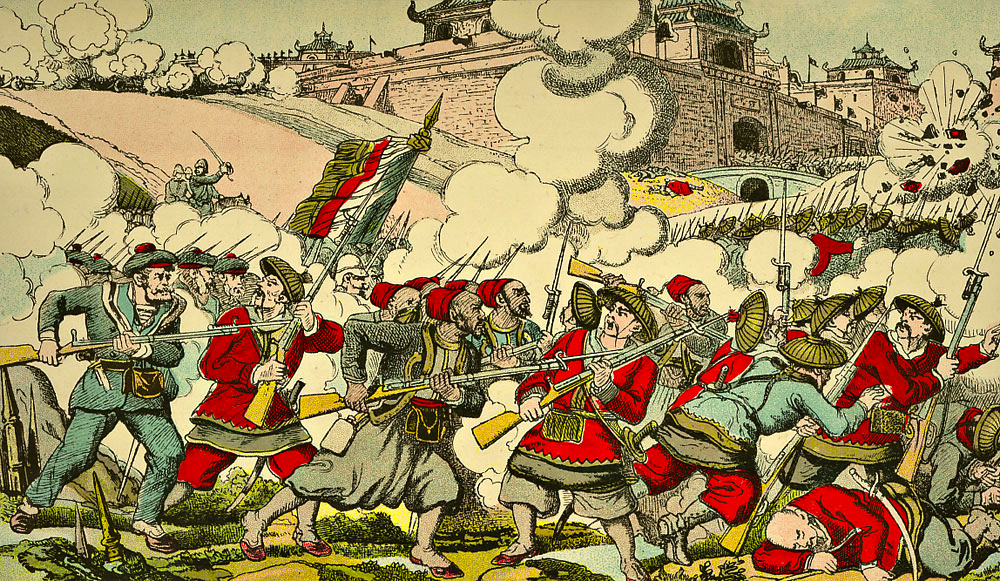
Захоплення цитаделі Бакнінь французами 12 березня 1884, тогочасна французька ілюстрація.

1858—1884: захоплення французькими військами країни (зокрема міст Дананга (1858), Сайгона (1859), Ханоя (1873)). Франція підпорядкувала у 1862 р. три східних і у 1867 р. три західних провінції Кохінхіни, яка з 1874 р. отримала статус колонії. Північна (Тонкін) і центральна (Ганні(?невідома назва)) частини країни були перетворені на протекторати. Всі три області разом з Лаосом і Камбоджею утворили Французький Індокитай, який нова влада прагнула консолідувати в адміністративних відносинах за допомогою загального бюджету і єдиної програми громадських робіт. У колоніальний період була введена державна монополія на сіль, спиртні напої та опіум і заохочувалося будівництво мостів та автогужових залізниць.
1884 — встановлення протекторату французькою метрополією.
1860—1900 — визвольний партизанський рух проти колоністів.

## XX століття
1900—1954: розвиток колоніального ладу.
3 лютого 1930 — заснування Комуністичної партії В'єтнаму Нґуєном Ай Коком (Хо Ші Мін). 1930 р. з ініціативи В'єтнамської національної партії, створеної за зразком Китайської національної партії (Гоміньдан), спалахнуло збройне Єнбайське повстання в районі на північний захід від Ханоя. Після його придушення рух опору очолила Комуністична партія Індокитаю, утворена у 1930 р. Хо Ші Міном. У період, коли у Франції при владі перебував Народний фронт, в'єтнамські комуністи разом з троцькістами розширили свій вплив і навіть брали участь у Кохінхіні і Сайгоні у виборах до місцевих органів управління. У 1940—1941 рр. комуністи очолили невдале повстання на крайньому півдні та організували заворушення на півночі.
З липня 1941 по серпень 1945 японські війська окупували весь В'єтнам. У 1941 р. Хо Ші Мін заснував Лігу боротьби проти Франції та Японії за незалежність В'єтнаму, відому як Ліга В'єтмінь.
У кінці Другої світової війни в північну частину країни увійшли загони китайців-гоміньданівців, а на територію Південного В'єтнаму — англійці. В'єтмінь на чолі з Хо Ші Міном зробив своєю базою Ханой і утворив «Народні комітети» по всьому В'єтнаму.
2 вересня 1945 р. — «Серпнева революція». Імператор Бао Дай, що належав до династії Нгуєнів і користувався прихильністю Китаю, зрікся влади. В'єтмінь оголосив про створення Демократичної Республіки В'єтнам (ДРВ) і сформував тимчасовий уряд. Першим президентом ДРВ став Хо Ші Мін, який одночасно очолив уряд як прем'єр-міністр.
2 вересня 1945 року — проголошення Демократичної Республіки В'єтнам.
23 вересня 1945 року — початок війни за реокупацію В'єтнаму Францією (Нам Бо). Відповідно до в'єтнамсько-французьких угод 1946 року, Франція погодилася визнати Демократичну Республіку В'єтнам (ДРВ) як «вільну державу», що має армію і парламент, у складі Індокитайської конфедерації і Французького Союзу. Наприкінці 1946 року Франція і В'єтмінь звинуватили один одного у порушенні укладених угод, і 19 грудня загони В'єтміню атакували французькі війська, що стало початком Першої індокитайської війни. Франція прагнула залучити на свою сторону місцеве населення, поставивши в 1949 року колишнього імператора Бао Дая керівником номінально незалежного уряду. Однак В'єтмінь відмовився визнати новий режим і після 1949 року зміцнив своє становище, користуючись підтримкою Китаю. У свою чергу, Франція отримувала з 1951 року велику військову й економічну допомогу від США. Навесні 1954 року.
7 травня 1954 року французькі війська були оточені і розбиті при Дьєнб'єнфу. Ця обставина і вимога міжнародної громадськості припинити агресію прискорила укладення мирної угоди на міжнародній нараді у Женеві.
20 липня 1954 — підписання Женевської конвенції по В'єтнаму. У роботі наради взяли участь представники США, Франції, Великої Британії, СРСР, Китаю, Лаосу, Камбоджі і двох в'єтнамських урядів: Бао Дая (Південного В'єтнаму) і В'єтміню (Північного В'єтнаму). Угодою про припинення воєнних дій між Францією і В'єтмінем, підписаною у липні 1954 р., передбачалося тимчасове розділення країни по 17-й паралелі; проведення у липні 1956 р. виборів, необхідних для возз'єднання Північного і Південного В'єтнаму; виведення французьких військових підрозділів з Півночі і заборона нарощування озброєнь у будь-якій із зон; утворення міжнародної комісії для спостереження за виконанням угоди. Таким чином, було визнано існування двох незалежних держав — Демократичної Республіки В'єтнам (Північний В'єтнам) і Республіки В'єтнам (Південний В'єтнам). Північний В'єтнам зберіг на подальші роки основні державні структури, які почали формуватися ще в 1946 р., і проголосив лінію на будівництво соціалізму під керівництвом Комуністичної партії і президента Хо Ші Міна. У Південному В'єтнамі Нго Дінь З'єм усунув у 1955 Бао Дая і обійняв президентську посаду. З'єму вдалося впоратися з протидією військової еліти, сект каодай та хоахао і партії Дай Виє, і він був переобраний президентом у 1961 р. Сайгонська влада намагалася дискредитувати В'єтмінь в очах його прихильників, які залишилися на Півдні, але зіткнулися з активним військовим протистоянням у багатьох сільських районах, особливо в Кохінхіні.
1954—1960 — «Однобічна війна» проти повстанців з півдня.
1960 р. — противники режиму створили прокомуністичний Національний фронт визволення Південного В'єтнаму (НФВПВ). У містах некомуністичні опозиційні угруповання виступали проти З'єма. Буддисти звинувачували режим у дискримінаційній політиці, а частина буддійських ченців і черниць навіть спалили себе на знак протесту.
1961—1963 — втручання США під назвою «Спеціальна війна». 1 листопада 1963 р. військові скинули Нго Дінь З'єма, почалася серія переворотів. Заворушення серед буддистів, католиків і студентів тривали доти, доки наприкінці 1964 р. не було відновлене цивільне правління.
1965 — «Обмежена війна»; бомбардування північних міст.
У червні 1965 посаду глави держави обійняв генерал Нгуєн Ван Тхієу, а посаду прем'єр-міністра — генерал Нгуєн Као Кі. У 1966 р. спеціально обрані Збори прийняли схвалену військовими Конституцію, що набрала чинності 1 квітня 1967 р. У вересні відбулися президентські вибори. Тхієу і Кі за результатами голосування стали відповідно президентом і віце-президентом. У виборній кампанії не взяло участі близько третини населення, що жило на території, підконтрольній НФВПВ. Тим часом розширявся масштаб бойових дій.
Американські військові радники перебували на Півдні з 1960 р., і все ж НФВПВ був близький до перемоги. У 1965 р. США направили армійські з'єднання на допомогу сайгонському уряду, задавали перших авіаційних ударів по території Північного В'єтнаму і посилили бомбардування бунтівних районів Південного В'єтнаму. НФВПВ отримав військові підкріплення з Півночі, допомогу якому надавали СРСР і Китай. Американська військова присутність тимчасово стабілізувала ситуацію, але на початку 1968 р. підрозділи НФВПВ і Північного В'єтнаму провели бойові операції майже в усіх великих південнов'єтнамських містах. У квітні почалися мирні переговори між представниками США і Північного В'єтнаму. Потім почалася часткова евакуація з Півдня американських військовослужбовців, чисельність яких сягала 536 тис. осіб. Влітку 1969 р. на вільних демократичних виборах у звільнених районах Південного В'єтнаму була створена народно-революційна адміністрація. 6-8 червня на Конгресі народних представників була проголошена Республіка Південний В'єтнам (РПВ) і створений Тимчасовий революційний уряд (ТРУ). Того ж року помер Хо Ші Мін.
З 1969 по 1971 рр. південнов'єтнамська армія розширила підконтрольну зону. США у цей час вивели свої військові частини з країни, компенсувавши ці кроки бомбардуванням з повітря. У 1971 р. Тхієу був переобраний на посаду президента Південного В'єтнаму. Навесні і на початку літа 1972 р. комуністи організували великий наступ, який розвивався досить успішно, поки не був зупинений діями американської авіації і контрударами південнов'єтнамських військ. У відповідь США стали частіше здійснювати повітряні нальоти і провели широке мінування північнов'єтнамських портів, морських і річкових шляхів. Наприкінці року США розпочали масоване бомбардування міст Північного В'єтнаму.
27 січня 1973 р. чотири сторони, залучені у війну, підписали у Парижі мирну угоду, що передбачала припинення вогню на Півдні, визнання 17-ї паралелі як тимчасової демаркаційної і виведення з країни американських військ. Було передбачено скликання Національної ради і проведення виборів, які мали вирішити долю південнов'єтнамського уряду.
1973—1975 — продовження війни на півдні Нґуєном Ваном Тхієу. Останні американські з'єднання залишили В'єтнам у квітні 1973 р., але політичні статті договору так і не були виконані. Сайгонська адміністрація спробувала власними силами провести виборну кампанію, проти чого виступив ТРУ, який зажадав створення тристоронньої ради. Більше того, не припинялися також бойові дії. У березні 1975 р. сайгонська армія була змушена залишити область центрального плато (Тейнгуєн), після чого розпалася. Через кілька тижнів збройні сили ТРУ і Північного В'єтнаму оточили південну столицю. Тхієу подав у відставку 21 квітня, а 30 квітня 1975 р. сайгонські військові підрозділи капітулювали.
Спочатку здавалося, що обидві частини країни зможуть існувати як самостійні, хоча й були тісно пов'язаними державними утвореннями. Однак, комуністи квапилися з процесом об'єднання. Влітку і восени 1975 р. вони націоналізували банки і великі підприємства Півдня. У квітні 1976 р. були проведені загальні вибори у Національні збори єдиного В'єтнаму.
2 липня 1976 — офіційне возз'єднання В'єтнаму, ухвала Національної Асамблеї про утворення Соціалістичної Республіки В'єтнам.

### Після 1976
Наприкінці 1970-х років В'єтнам встановив тісні зв'язки з Радянським Союзом. Соціалістичне перетворення економіки на Півдні завдало втрат насамперед великій китайській громаді у В'єтнамі. Її конфлікти з в'єтнамцями набули форми міжетнічної ворожнечі і негативно вплинули на відносини В'єтнаму і Китаю. До того ж Китай виступив на боці антив'єтнамського режиму Пол Пота у Камбоджі. У грудні 1978 р. в'єтнамські війська увійшли у Камбоджу і до початку 1979 р. окупували велику частину її території. У лютому 1979 року стався збройний конфлікт на в'єтнамсько-китайському кордоні.
20 вересня 1977 — долучення В'єтнаму до ООН.
3 листопада 1978 — підписання угоди про дружбу та партнерство з Радянським Союзом.
31 грудня 1978 — народ та війська провінції Тайнінь відбивають напад армії Пол Пот та повалюють режим Червоних Кхмерів у Камбоджі.
17 лютого — 5 березня 1979 — прикордонний конфлікт з Китаєм.
У 1978—1980 рр. країну залишили принаймні 750 тис. людей (більш як половина з них — етнічні китайці).
Прагнення в'єтнамської влади здійснити соціалістичні перетворення вже наприкінці 1970-х років призвело до негативних наслідків. Уряд у Ханої концентрував усі зусилля на воєнних акціях і цілком залежав від допомоги СРСР. Південнов'єтнамська економіка, що базувалася на приватному підприємництві, штучно підживлювалася великими грошовими вливаннями.
У 1980-х роках уряд схилився до більш прагматичного курсу, надавши додаткової свободи дій місцевим плановим органам, знявши обмеження для розвитку товарних відносин і дозволивши селянам продавати частину продукції на ринку. Однак, у середині десятиріччя величезний бюджетний дефіцит та емісія породили бурхливу інфляцію. У 1989 р. в країні було ухвалено довгострокову програму проведення радикальних реформ, включаючи заходи щодо придушення інфляційних тенденцій, лібералізації банківського й іншого законодавства і стимулювання приватного сектора у промисловості.
15 грудня 1986 — VI З'їзд Комуністичної Партії В'єтнаму, ухвалення політики «Доймой» (в'єт. Đổi Mới, «оновлення»). Прийнята державна політика «оновлення» була підтверджена й отримала подальший розвиток на VII (1991) і VIII (1996) з'їздах КПВ.
3 лютого 1994 — зняття торгового ембарґо США. 11 липня 1995 — проголошення нормалізації дипломатичних відносин США з В'єтнамом.
28 липня 1995 — набуття членства в АСЕАН. Листопад 1998 — набуття членства в АПЕК.
2004 — проведення щорічного самміту АСЕАН-ЄС в Ханої.
У 2012 році за даними журналу Forbes у В'єтнамі з'явився перший мільярдер — Фам Нят Вионг, який починав свій бізнес в Харкові, виробляючи локшину Мівіну.

### Економічні зони
В липні 2018 під час проведення форуму ШОС у великих містах і прибережних провінціях розгорнулися масові протести, переважно на тлі внесення до парламенту законопроєкту про створення трьох нових спеціальних економічних зон у провінціях Куангнінь, Кханьхоа та на острові Фукуок.  У самих ВЕЗ нічого нового немає — їх на території В'єтнаму аж 18, і три нових — не така вже й велика надбавка. Однак у законопроєкті є цікавий момент: задля залучення іноземних інвестицій у деяких випадках на території нових ВЕЗ земля передаватиметься в оренду іноземцям на 99 років.
У ході протестів цілком звучали націоналістичні гасла та заклики не продавати рідну в'єтнамську землю іноземцям.